# Зильберт, Авраам Эфроимович
Авраам Эфроимович (Эфраимович) Зильберт (1903, Курск — октябрь 1941, Ельнинский район, Смоленская область) — советский архитектор, градостроитель.

## Биография

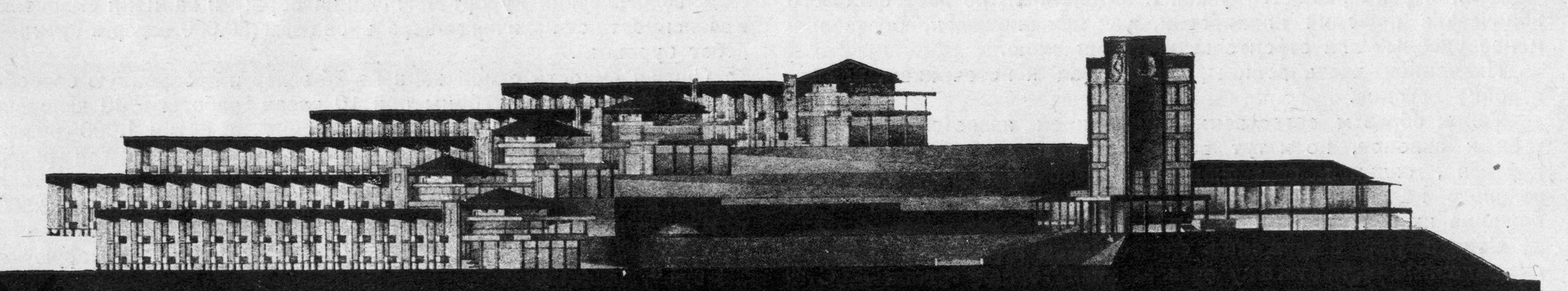
Курорт Сочи - Мацеста (проект)

Авраам Зильберт родился в 1903 году в Курске в семье служащего. В 1920 году окончил среднюю школу и поступил на архитектурное отделение ВХУТЕМАСа. В 1926 году окончил ВХУТЕМАС, его диплом — проект курортного комплекса Сочи—Мацеста — был удостоен премии.
Был одним из членов-учредителей ВОПРА. В 1932 году вступил в Союз архитекторов СССР.
А. Э. Зильберт был одним из первых советских градостроителей. Занимался планировкой городов и городских районов: Тверь, Нижний Новгород, Черниковский комбинат, Орск—Халилово, Кузбасс. Разрабатывал проекты планировки отдельных частей городов в Брянске, Самаре и Бобриках. Проектировал промышленные районы в Уфе, Нижнем Тагиле и других городах. Был в числе авторов проектов зданий Московского автодорожного института и Дорожного научно-исследовательского института (ДорНИИ). Принимал участие в реконструкции завода «Серп и Молот» и Московского автомобильного завода. Ездил в командировку в США, где изучал материалы для строительства Горьковского автомобильного завода. Разрабатывал типовые проекты больниц, школ, магазинов, общественных и административных зданий. Преподавал в Московском архитектурном институте, занимался научной работой в Академии архитектуры СССР. Увлекался рисованием.
В 1920-х — 1930-х годах жил в Москве по адресу: Малый Златоустинский переулок, 2, кв. 27. После начала Великой Отечественной войны был призван в Красную армию. Погиб в октябре 1941 года под Ельней.

## Оценки
Архитектор Бархин М. Г. так отзывался о проектах А. Э. Зильберта:
Эти проекты были научно обоснованы, безупречно и талантливо скомпонованы и с большим вкусом выполнены. Они всегда были шагом вперёд, настоящим вкладом в дело теории и практики советского градостроительства.

## Сочинения
- Проект планировки курорта Мацеста // Современная архитектура. — 1926. — № 1.